# ルーク・フリーマン
ルーク・フリーマン（Luke Freeman、1992年3月22日 - ）は、イングランド・ダートフォード出身のプロサッカー選手。ルートン・タウンFC所属。ポジションは、MF。

## クラブ経歴
チャールトン・アスレティックFCのアカデミーを経て、2003年にジリンガムFCに入団。2007年11月のFAカップ・バーネットFC戦でトップチームデビュー。この時僅か15歳233日だった。この記録はクラブ史上最年少出場記録であると同時に、FAカップの最年少出場記録も更新した。同月にはフットボールリーグ1の試合にも出場した。
2008年1月30日、プレミアリーグのアーセナルFCに移籍金20万ポンドで加入。しかしアーセナルでは出番を得られず、2012年1月にリーグ1のスティヴネイジFCに完全移籍した。
2014年6月26日、ブリストル・シティFCに移籍。2017年1月30日、クイーンズ・パーク・レンジャーズFCに3年契約で移籍。
2019年7月3日、シェフィールド・ユナイテッドFCに移籍。
2020年8月28日、ノッティンガム・フォレストFCに買取オプション付きの1シーズンのレンタル移籍。
2022年1月、ミルウォールFCへレンタル移籍。
2022年7月4日、ルートン・タウンFCに移籍。

## 代表歴
U-16およびU-17のイングランド代表歴がある。

## 所属クラブ
ユース
- チャールトン・アスレティックFC 2001-2003
- ジリンガムFC 2003-2008
- アーセナルFC 2008-2010

プロ
- ジリンガムFC 2007-2008
- アーセナルFC 2010-2012

→ ヨーヴィル・タウンFC 2010 (loan)
→ スティヴネイジFC 2011-2012 (loan)
- スティヴネイジFC 2012-2014
- ブリストル・シティFC 2014-2017
- クイーンズ・パーク・レンジャーズFC 2017-2019
- シェフィールド・ユナイテッドFC 2019-2022

→ ノッティンガム・フォレストFC 2020-2021 (loan)
→ ミルウォールFC 2022 (loan)
- ルートン・タウンFC 2022-

## 代表歴
- U-16イングランド
  - モンテギュー国際大会2008
- U-17イングランド
  - UEFA U-17欧州選手権2009

## タイトル

### クラブ
アーセナル
- プレミアアカデミーリーグ: 2008-09, 2009-10
- FAユースカップ: 2008-09

ブリストル・シティ
- フットボールリーグトロフィー: 2014-15
- フットボールリーグ1: 2014-15

### 代表
- モンテギュー国際大会: 2008

### 個人
- フットボールリーグ1年間ベストイレブン: 2014–15